# Lijst van bouwwerken van Evert Margry
Dit is een lijst van bouwwerken van architect Evert Margry (1841-1891).
Margry was een van de belangrijkste architecten van de neogotiek in Nederland. Hij was een leerling van P.J.H. Cuypers. Margry bouwde voornamelijk rooms-katholieke kerken in het Bisdom Haarlem, waartoe tot 1955 ook het gebied van het huidige Bisdom Rotterdam behoorde.
| Bouw      | Naam                                              | Plaats                   | Bijzonderheden                                                                                   | Afbeelding |
| --------- | ------------------------------------------------- | ------------------------ | ------------------------------------------------------------------------------------------------ | ---------- |
| 1866-1869 | Bosjeskerk                                        | Rotterdam                | Verwoest bij bombardement mei 1940.                                                              |            |
| 1869-1871 | Bartholomeüskerk                                  | Nootdorp                 |                                                                                                  |            |
| 1871-1878 | Laurentiuskerk                                    | Stompwijk                |                                                                                                  |            |
| 1872      | Pastorie Sint-Jacobskerk                          | Schipluiden              | Pastorie bij kerk uit 1840                                                                       |            |
| 1872      | Bartholomeüskerk                                  | Schoonhoven              |                                                                                                  |            |
| 1874      | Johannes Geboortekerk                             | De Kwakel                | Afgebroken in 1968                                                                               |            |
| 1875      | Lambertuskerk                                     | Rotterdam (Kralingen)    |                                                                                                  |            |
| 1872      | Pastorie Onze-Lieve-Vrouw-Geboortekerk            | Hoogmade                 |                                                                                                  |            |
| 1875-1876 | O.L.V. Geboortekerk                               | Hoogmade                 | Kerk ingestort in 1929, toren is bewaard gebleven en onherkenbaar geïntegreerd in herbouwde kerk |            |
| 1875-1881 | Maria van Jessekerk                               | Delft                    |                                                                                                  |            |
| 1876      | Bavokerk                                          | Heemstede                |                                                                                                  |            |
| 1878      | Petrus en Pauluskerk                              | Leidschendam             |                                                                                                  |            |
| 1878-1880 | Allerheiligst Hart van Jezuskerk                  | Rotterdam                | Verwoest bij bombardement mei 1940                                                               |            |
| 1878-1881 | Singelkerk                                        | Schiedam                 | Basilica minor                                                                                   |            |
| 1879      | Victorkerk                                        | Waddinxveen              |                                                                                                  |            |
| 1879-1880 | Laurentiuskerk                                    | Oudorp                   |                                                                                                  |            |
| 1880      | Kapel Martelaarsveld                              | Brielle                  | Houten kapel. Afgebroken in 1946 en hergebruikt in Den Haag                                      |            |
| 1880-1881 | O.L.V. Hemelvaartkerk                             | Den Haag (Loosduinen)    |                                                                                                  |            |
| 1881-1882 | Franciscuskerk                                    | Oudewater                |                                                                                                  |            |
| 1882      | Sint-Bartholomeuskerk                             | Voorhout                 |                                                                                                  |            |
| 1882-1884 | O.L.V. Geboortekerk                               | Uitgeest                 |                                                                                                  |            |
| 1883-1884 | Latijnse school                                   | Megen                    | Uitbreiding in 1900                                                                              |            |
| 1883-1885 | Spaarnekerk                                       | Haarlem                  | Afgebroken in 1983.                                                                              |            |
| 1883-1885 | Johannes de Doperkerk                             | Breukelen                |                                                                                                  |            |
| 1884      | Gregoriuskerk                                     | IJmuiden                 | Afgebroken in 1978                                                                               |            |
| 1884-1886 | Bonifatiuskerk                                    | Amsterdam                | Afgebroken in 1984                                                                               |            |
| 1884-1886 | Bijbehorende pastorie Tweede Oosterparkstraat 246 | Amsterdam                | Geloofsruimte                                                                                    |            |
| 1885      | Maria Magdalenakerk                               | Maasland                 |                                                                                                  |            |
| 1885-1887 | Maria Magdalenakerk                               | 't Kalf (Zaandam)        |                                                                                                  |            |
| 1886-1888 | Jozefkerk                                         | Den Haag                 | Afgebroken in 1975                                                                               |            |
| 1886      | Monicakerk                                        | Utrecht                  | Afgebroken in 1977                                                                               |            |
| 1886      | Bonifaciuskerk                                    | Alphen aan den Rijn      |                                                                                                  |            |
| 1887      | Franciscusgesticht                                | Oudewater                |                                                                                                  |            |
| 1887      | Nicolaaskerk                                      | Nieuwveen                | Toren bij bestaande kerk                                                                         |            |
| 1889      | Barbaraschool                                     | Amsterdam                | School                                                                                           |            |
| 1889      | Petrus en Pauluskerk                              | Reeuwijk                 |                                                                                                  |            |
| 1889-1893 | Martinuskerk                                      | Voorburg                 | Voltooid door A. Margry en J.M. Snickers                                                         |            |
| 1890-1891 | Antonius van Paduakerk                            | Hellevoetsluis           |                                                                                                  |            |
| 1890-1892 | Hildegardis en Antoniuskerk                       | Rotterdam (Oude Noorden) | Voltooid door A. Margry en J.M. Snickers                                                         |            |

## Referentie
- Archimon - Architects: E.J. Margry (1841-1891) and associates
- Katholiek Documentatie Centrum - Archief Architectenbureaus Margry en de Familie Margry (1848 - 2014)